# Waldorf Astoria
Waldorf Astoria Hotels & Resorts ist eine Luxushotel- und Resortmarke von Hilton Worldwide. Sie geht auf zwei ehemalige Luxushotels in New York City zurück, die einst an der Stelle des Empire State Building an der Fifth Avenue standen. Das heutige Stammhaus Waldorf Astoria New York ist ein 47-stöckiges Art-déco-Gebäude, das 1931 an der Park Avenue in Manhattan eröffnet wurde.

## Geschichte
Im Januar 2006 gründete die Hilton Hotels Corporation eine Luxus-Hotelkette mit der Bezeichnung The Waldorf Astoria Collection. Sie ist nach ihrem Flaggschiff-Hotel Waldorf Astoria New York benannt. Im Juli 2009 wurde die Dakota Mountain Lodge in Park City in Utah als erstes Hotel in einem Skigebiet eröffnet. Eine Besonderheit war 2014 die Eröffnung des Waldorf Astoria Dubai Palm Jumeirah auf der künstlichen Insel Palm Jumeirah in Dubai. Im Oktober 2014 verkaufte Hilton Worldwide die Hotelkette an die chinesische Firma Anbang Insurance Group für 1,95 Milliarden US-Dollar, betreibt aber weiter die Hotelkette. Als Anbang 2020 in Konkurs ging, übernahm die chinesische Versicherungsgesellschaft Dajia Insurance Group die Waldorf Astoria Hotels & Resorts.
Der Name des Stammhauses und somit auch der Hotelkette bezieht sich für Waldorf auf die badische Stadt Walldorf und für Astoria auf Johann Jakob Astor, den Begründer der Astor-Familie. Er wurde 1763 in Walldorf geboren und erlangte in Amerika durch Pelzhandel, Porzellanhandel und Immobilienspekulationen großen Reichtum. Seine Nachfahren William Waldorf Astor und John Jacob Astor IV waren die Bauherren des ursprünglichen Hotels Waldorf-Astoria.

## Die Waldorf Astoria Hotels

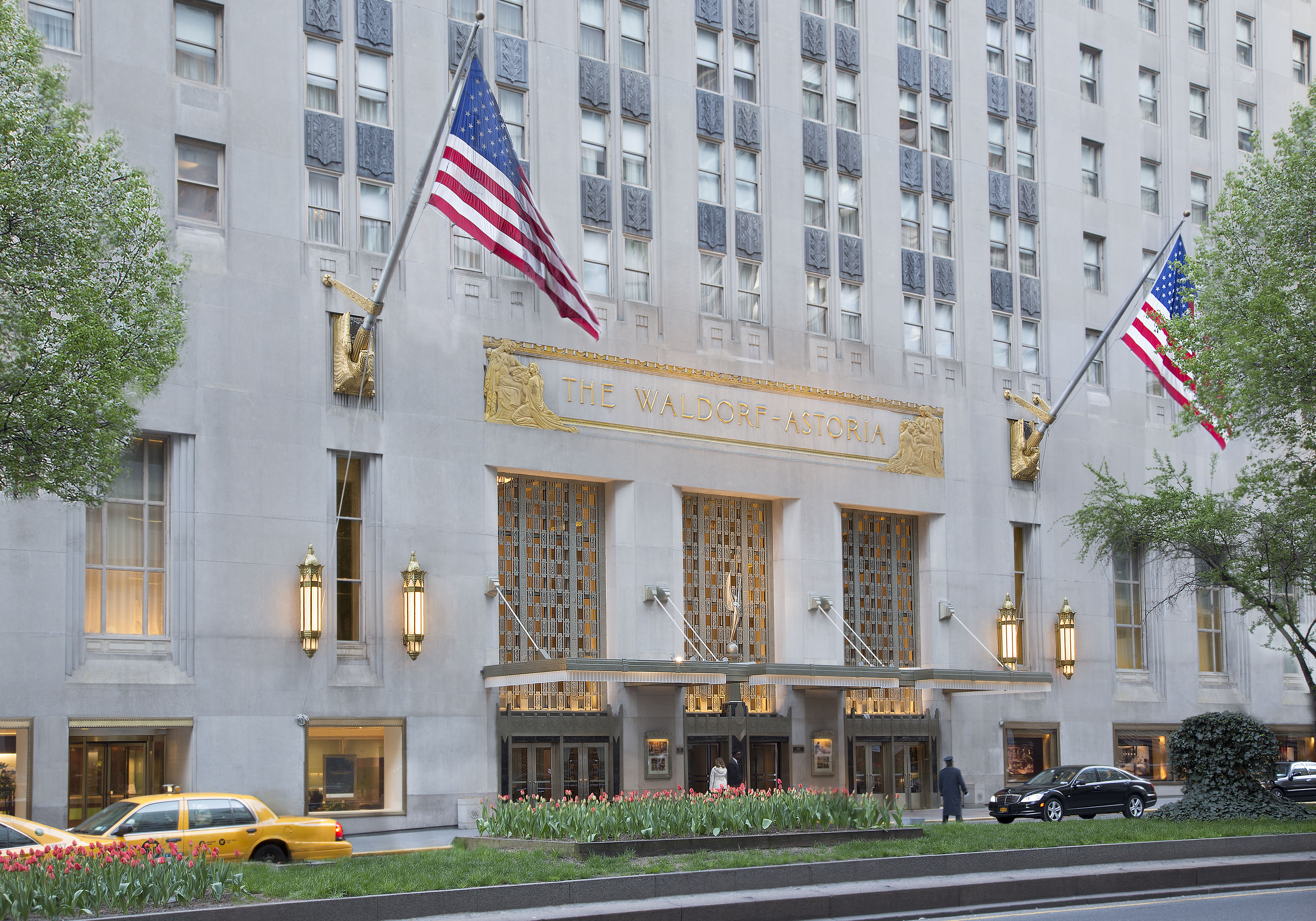
Waldorf Astoria New York

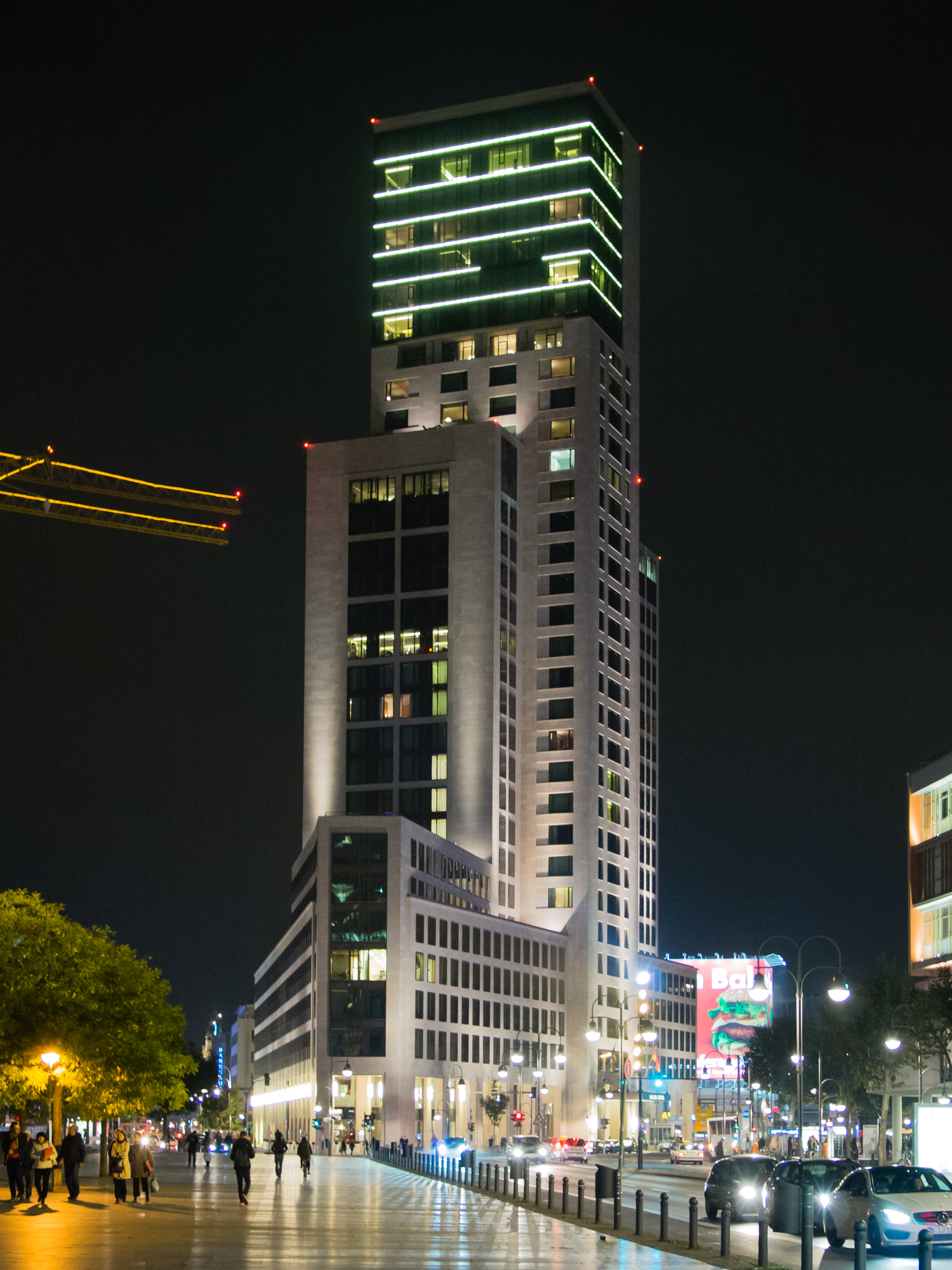
Waldorf Astoria in Berlin

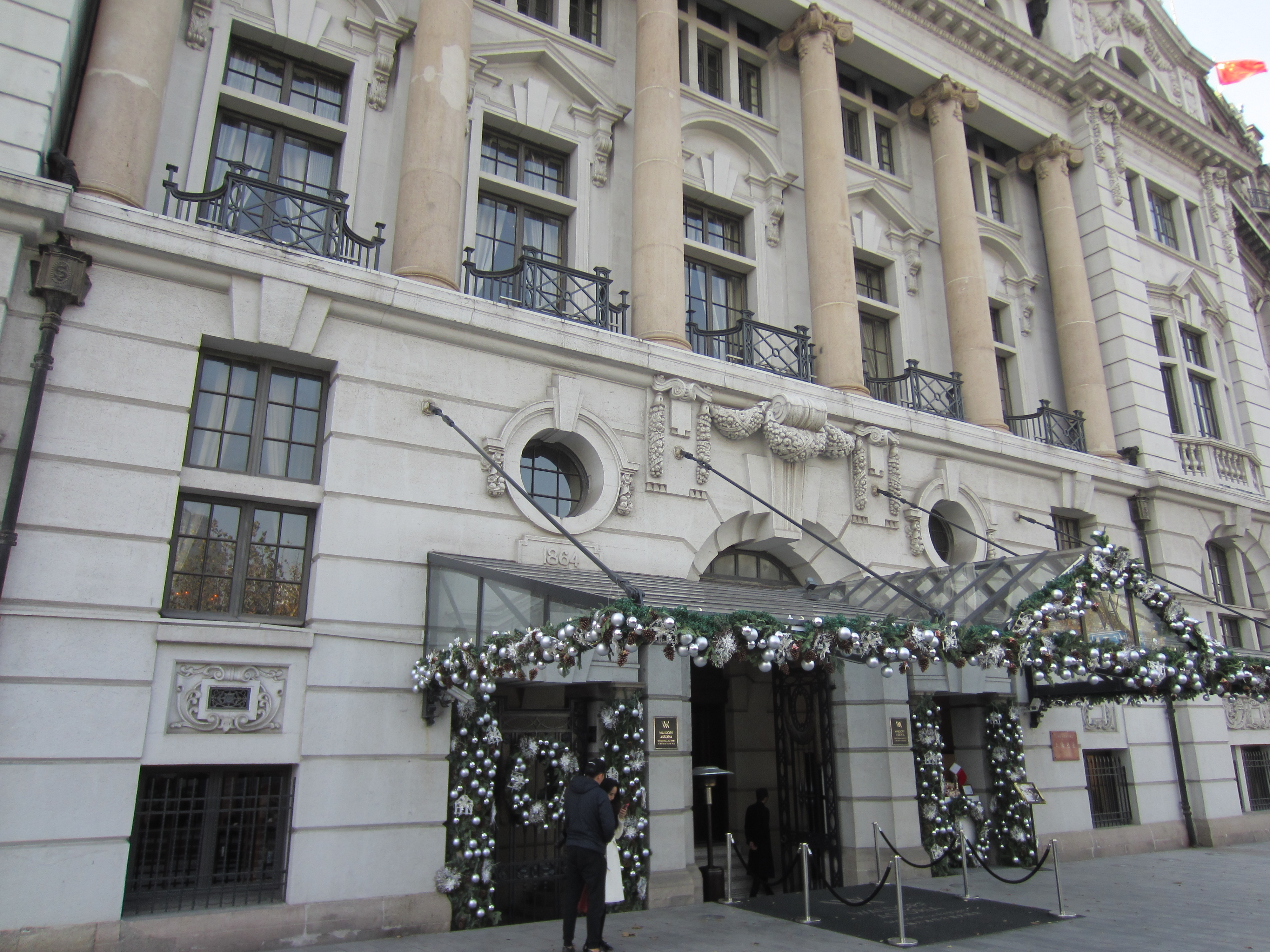
Waldorf Astoria in Shanghai

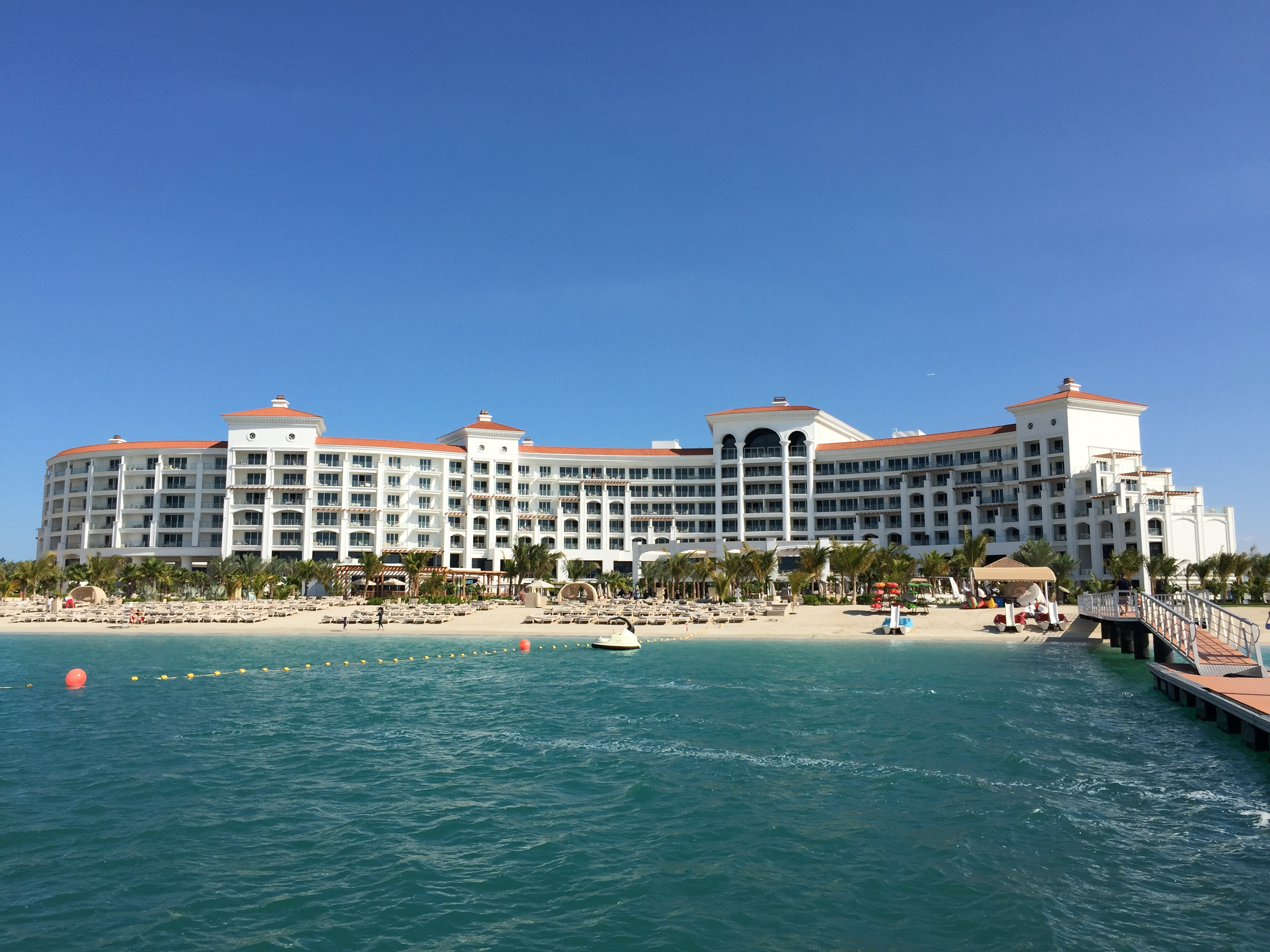
Waldorf Astoria Dubai Palm Jumeirah

Die Luxus-Hotelkette Waldorf Astoria Hotels & Resorts unterhält weltweit in zahlreichen Städten 35 Waldorf Astoria Hotels, darunter 12 in den Vereinigten Staaten (Stand 2024).
| Hotel                                                | Ort                     | Land                         | Zimmer | Suiten | Apartments | zugehörig seit |
| ---------------------------------------------------- | ----------------------- | ---------------------------- | ------ | ------ | ---------- | -------------- |
| Waldorf Astoria New York                             | New York City           | USA                          | 375    |        | 375        | 2006           |
| Grand Wailea Resort                                  | Wailea, Hawaii          | USA                          | 787    | 052    |            | 2006           |
| Ho'olei at Grand Wailea                              | Wailea, Hawaii          | USA                          | 047    |        |            | 2008           |
| Rome Cavalieri, A Waldorf Astoria Hotel              | Rom                     | Italien                      | 370    |        |            | 2008           |
| The Roosevelt New Orleans                            | New Orleans             | USA                          | 504    | 125    |            | 2009           |
| Waldorf Astoria Amsterdam                            | Amsterdam               | Niederlande                  | 093    |        |            | 2014           |
| Waldorf Astoria Atlanta Buckhead                     | Atlanta                 | USA                          | 127    |        | 045        | 2018           |
| Waldorf Astoria Bangkok                              | Bangkok                 | Thailand                     | 171    |        |            | 2018           |
| Waldorf Astoria Beijing                              | Peking                  | China                        | 171    |        |            | 2014           |
| Waldorf Astoria Berlin                               | Berlin                  | Deutschland                  | 232    | 039    |            | 2013           |
| Waldorf Astoria Beverly Hills                        | Beverly Hills           | USA                          | 170    |        |            | 2017           |
| Waldorf Astoria Cairo Heliopolis                     | Kairo                   | Ägypten                      | 252    |        |            | 2023           |
| Waldorf Astoria Cancún                               | Cancún                  | Mexiko                       | 173    |        |            | 2022           |
| Waldorf Astoria Chicago                              | Chicago                 | USA                          | 188    |        | 051        | 2012           |
| Waldorf Astoria Chengdu                              | Chengdu                 | China                        | 289    |        |            | 2017           |
| Waldorf Astoria Doha West Bay                        | Doha                    | Qatar                        | 283    |        | 050        | 2023           |
| Waldorf Astoria Dubai International Financial Centre | Dubai                   | Vereinigte Arabische Emirate | 275    |        |            | 2019           |
| Waldorf Astoria Dubai Palm Jumeirah                  | Dubai                   | Vereinigte Arabische Emirate | 319    |        |            | 2019           |
| Waldorf Astoria Jeddah - Qasr Al Sharq               | Jeddah                  | Saudi-Arabien                |        | 038    |            | 2006           |
| Waldorf Astoria Jerusalem                            | Jerusalem               | Israel                       | 226    |        |            | 2014           |
| Waldorf Astoria Kuwait                               | Kuwait City             | Kuwait                       | 200    |        |            | 2022           |
| Waldorf Astoria Las Vegas                            | Las Vegas, Nevada       | USA                          | 389    |        | 225        | 2018           |
| Waldorf Astoria Los Cabos Pedregal                   | Cabo San Lucas          | Mexico                       | 052    | 014    |            | 2019           |
| Waldorf Astoria Lusail Doha                          | Lusail                  | Qatar                        | 429    |        |            | 2022           |
| Waldorf Astoria Maldives Ithaafushi                  | Kaafu Atoll             | Malediven                    | 119    |        |            | 2019           |
| Waldorf Astoria Monarch Beach                        | Dana Point, Kalifornien | USA                          | 400    |        |            | 2021           |
| Waldorf Astoria Orlando                              | Orlando, Florida        | USA                          | 401    |        |            | 2009           |
| Waldorf Astoria Panama                               | Panama City             | Panama                       | 130    |        |            | 2013           |
| Waldorf Astoria Park City                            | Park City, Utah         | USA                          | 175    |        |            | 2009           |
| Waldorf Astoria Ras Al Khaimah                       | Ras Al Khaimah          | Vereinigte Arabische Emirate | 203    |        |            | 2013           |
| Waldorf Astoria Seychelles Platte Island             | Platte                  | Seychellen                   | 119    |        |            | 2024           |
| Waldorf Astoria Shanghai on the Bund                 | Shanghai                | China                        | 252    | 020    |            | 2011           |
| Waldorf Astoria Versailles - Trianon Palace          | Versailles              | Frankreich                   | 199    | 023    |            | 2009           |
| Waldorf Astoria Washington, D.C.                     | Washington, D.C.        | USA                          | 263    |        |            | 2022           |
| Waldorf Astoria Xiamen                               | Xiamen                  | China                        | 245    |        |            | 2020           |